# Butilkaucsuk

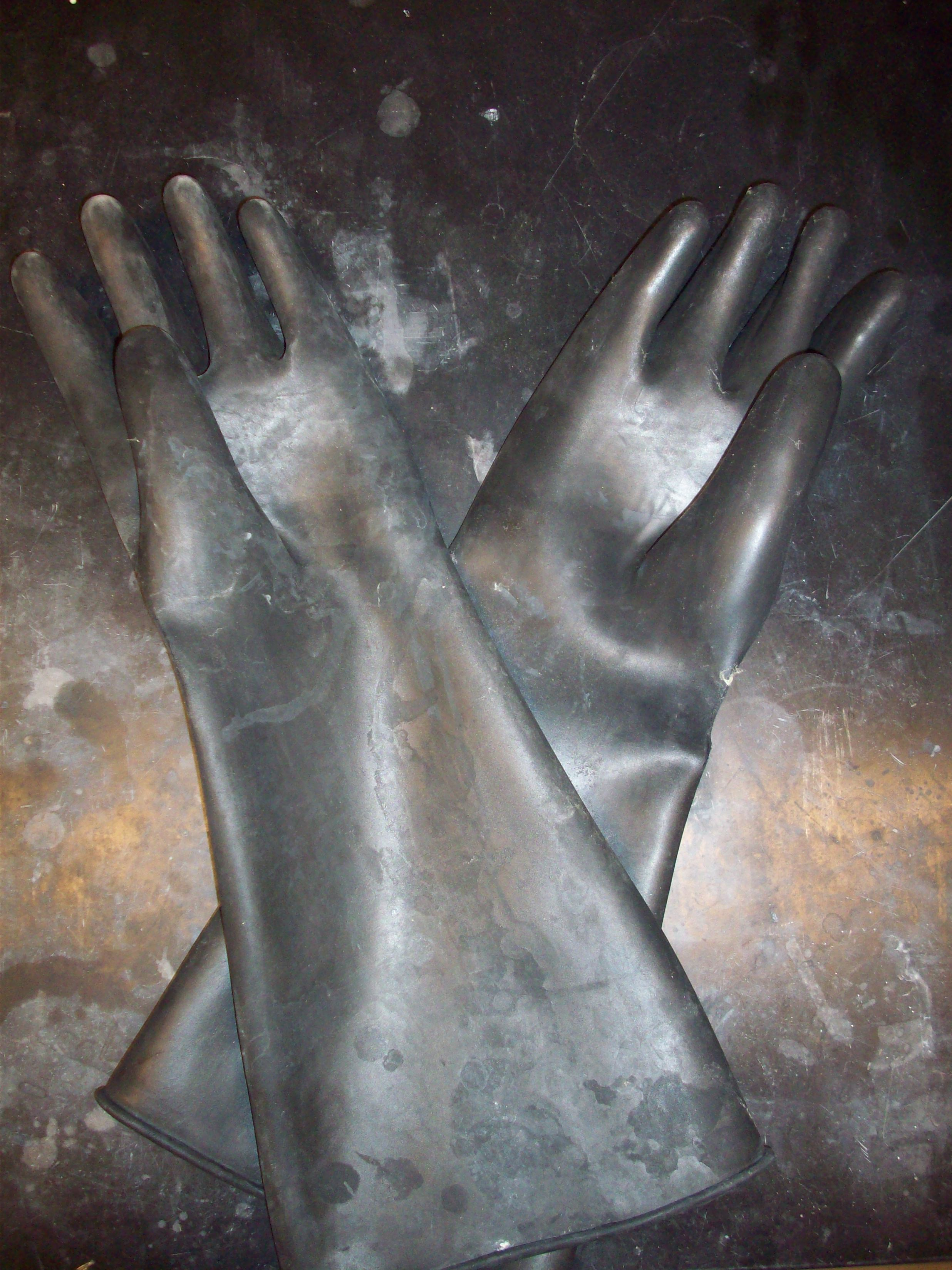
butilkaucsuk védőkesztyűk

A butilkaucsuk a műkaucsukok egyik fajtája. A poliizobutiléntől abban tér el, hogy izoprént is tartalmaz.

## Kémiai szerkezet

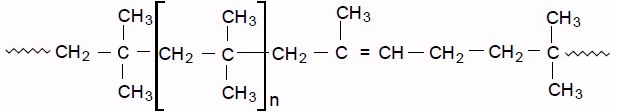

A butilkaucsuk az izobutilén (2-metilpropén) és az izoprén (2-metil-1,3-butadién) kopolimerje (IIR: isobutylene-isoprene rubber). Az izopréntartalom 0,6…4,5 mól%, és csak arra kell, hogy a butilkaucsukot kénnel lehessen vulkanizálni. Az izoprén monomer véletlenszerűen helyezkedik el az izobutilén monomerek között.
Polimerizáció előtt az izoprénben az 1-2. és 3-4. szénatom közt van a kettős kötés, polimerizáció után pedig a 2-3. közt. Ezért a molekulaláncok nem ágaznak el, gélfrakciót nem képeznek.

## Tulajdonságai
Az előállított butilkaucsukok különbözhetnek a telítetlenség mértékében (a különböző izopréntartalom miatt), viszkozitásban (a molekulahossz miatt), az előtérhálósítás mértékében (a legtöbb márka egyáltalán nem előtérhálósított), az alkalmazott öregedésgátlóban.
A butilkaucsuk molekulatömege 400 000 körüli, ami a műkaucsukok között az átlagosnál kissé nagyobb. A molekulatömeg-eloszlás viszonylag széles.
A butilkaucsuk tulajdonságai kis telítetlenségéből és a negyedrendű szénatomok alkotta szénláncból fakadnak.
A sok metil-oldalcsoport miatt a makromolekulák mozgékonysága kisebb, a szerkezete zsúfoltabb, ezért nehezen diffundálnak keresztül rajta folyadékok, gázok. A levegő kb. hússzor olyan gyorsan hatol át a legnagyobb tömegben fogyasztott kaucsukokból (természetes kaucsuk, izoprénkaucsuk, butadiénkaucsuk, butadién-nitril kaucsuk) készült gumin, mint a butilkaucsuk alapú gumin. A kaucsukok közül ennél jobb légzáró képességgel csak a fluorkaucsuk és a poliszulfid kaucsuk rendelkezik, ebből is a fluorkaucsuk ára sokszorosa a butilkaucsukénak és technológiai tulajdonságai is sokkal rosszabbak.
Ez a tulajdonság az alapja annak, hogy a butilkaucsukból készült légzáró jól megtartja a levegőt, az infúziós palack a folyadékot, az élelmiszerek csomagolása az aromát.
Kettős kötés csak az izoprénből származik, vagyis a butilkaucsuk nagyon kevés kettős kötést tartalmaz. Mivel a polimer reakcióképes része általában a kettős kötés, a butilkaucsuk sokkal kevésbé vesz részt kémiai reakciókban, mint a legtöbb kaucsuk. Ezért jól ellenáll savaknak, lúgoknak, oxidálószereknek (kálium-permanganát, kálium-bikromát stb.), öregedésnek (hő, oxigén, ózon, fáradás). Jól bírja az időjárás viszontagságait.
A butilkaucsuk ózonállósága a telítetlenség csökkenésével nő.
A kettős kötések kis koncentrációja miatt a kénes vulkanizáció nagyon lassú. Ezért a vulkanizáláshoz ultragyorsítókat használnak (tiurámok, tiokarbamátok) és a többi kaucsuknál szokásoshoz képest magasabb hőmérsékletet, mivel jól bírja a hőt.
Vegyünk egy tipikus, 2% izoprén-monomert tartalmazó butilkaucsukot. Ha ez telítetlen (minden monomerben egy kettős kötést tartalmazó) kaucsukkal szennyeződik (ilyen a felhasznált kaucsukok zöme), akkor az a másik kaucsuk elvonja a „vulkanizációt” a butilkaucsuktól. (Ugyanígy akadályozza a kénes vulkanizációt, ha a gumikeverék telítetlen lágyítót, savat, gyantát stb. tartalmaz.) Ha csak 2% telítetlen kaucsukot is tartalmaz az elméletileg butilkaucsukos gumikeverék, akkor is megfeleződik a vulkanizációban részt vevő kén a butilkaucsuk és a másik kaucsuk között, és így a butilkaucsuk félig nyers marad, a gumi rugalmas tulajdonságai alig jelennek meg. Ezért a gumigyárakban általában külön kezelik a butilkaucsuk alapú keverékeket: külön tárolóeszközökön, szerszámokkal, gépekkel stb., amelyeket nem használnak más kaucsukokból készült keverékekhez.
Ebből az is következik, hogy igen nehéz olyan gumikeveréket vulkanizálni, amely butilkaucsukot is és valamely más kaucsukot is tartalmaz. A kevés kivétel közé tartozik például a kloroprénkaucsuk, a klórszulfonált polietilén és az etilén-propilén kaucsuk (ez utóbbinak a butilkaucsukéhoz hasonló a telítetlensége).
A kénes vulkanizáció jellemzője a nagy reverzió, amely főleg a szakítószilárdság rövid platójában nyilvánul meg. Ennek az az oka, hogy huzamosabb hőhatásra a kialakuló kénhidak hidrogéneződnek és két SnH-csoportra szakadnak szét, és a térháló sűrűsége csökken.
A butilkaucsuk vulkanizálható kén helyett más módszerekkel is, melyek nem az izoprén kettős kötésén alapulnak: térhálósító gyantákkal, fém-kloridokkal, peroxidokkal és oxidáló hatású szerves vegyületekkel, pl. kinon-dioximokkal. Ezekkel a módszerekkel javul a butilkaucsuk alapú gumi hőállósága is.
A butilkaucsuk (nyugalomban) igen lassan kristályosodik, de a kristályosodás sebessége ugrásszerűen megnő nyújtás hatására. A nyújtáskor bekövetkező kristályosodás hőtermelő folyamat.
A makromolekulák kis mozgékonysága és a láncelágazások hiánya miatt a butilkaucsuk viszkozitása hidegen sem nagy, a viszkozitás (a többi kaucsukhoz képest) kevéssé függ a hőmérséklettől. A butilkaucsukból készült félkésztermékek alaktartósága gyenge. Ennek javítására 175…230 °C-ra is felmelegítik keverés közben vagy 160 °C-os melegítőkamrában előmelegítik félórán keresztül.
A mechanikai tulajdonságok javításához szükséges a magas hőmérséklet alkalmazása kimelegítéskor, keveréskor, vulkanizáláskor (150-200 °C). Ha ez elmarad, a szakítószilárdság jóval gyengébb.
Aktív töltőanyagokkal a szakítószilárdság nem javítható lényegesen (úgyis kristályosodik, elég annak a hatása), de a továbbszakítószilárdság és a kopásállóság igen.
A kis mozgékonyság következménye az, hogy a butilkaucsukból készült gumik kevéssé rugalmasak. Visszapattanási rugalmasság: 10%, nagy hiszterézis, nyújtás után nagy a maradó deformáció. Jól elnyelik a deformáció energiáját, rezgések csillapítására jól használhatók.
A kis mozgékonyság következménye az is, hogy a butilkaucsuk alacsony hőmérsékleten is lassan kristályosodik, ezért a vulkanizátumok alacsony hőmérsékleten is viszonylag jól megőrzik rugalmasságukat.
A butilkaucsuk nem oldódik poláros oldószerekben (például: alkoholban, acetonban); jól oldódik aromás és nyílt szénláncú szénhidrogénekben.

## Előállítása
Az izobutén előállítására általában kőolajat használnak, de vannak próbálkozások arra, hogy biomasszából előállított izobutanol – a biodízel alapanyaga – dehitratálálásával nyerjenek izobutént. A ma legelterjedtebb eljárás szerint az izoprént és az izobutént metil-kloridban oldják, és -95 °C körül folyik a kationos polimerizáció (a kationos polimerizáció elég ritka a polimergyártásban), de vannak próbálkozások arra, hogy -75 °C körül játszódjon le a polimerizáció. Katalizátorként általában Friedel–Crafts-katalizátorokat (Lewis-savakat, pl. AlCl3, BF3 stb.) alkalmaznak, melyeket egy csepp vízzel vagy HCl-dal aktiválnak. A reakció erősen exoterm; a hőt forrásban levő etilénnel vezetik el.

## Felhasználása
A butilkaucsuk felhasználása többnyire a következő tulajdonságokon alapul:
- kis permeabilitás
- jó hőállóság
- jó öregedésállóság

A butilkaucsuk felhasználása gumitermékek szerint:
- 86% 	gumiabroncs légzárója vagy tömlője; vulkanizálóbalg abroncsgyártáshoz
- 5%	gyógyászati eszközök, főleg dugók-gumikupakok
- 3%	ragasztók
- 1%	rágógumi és az élelmiszeriparban használt gumicikkek
- 1%	műszaki gumicikkek autóhoz
- 4%	egyéb (pl. vízszigetelés épületekhez, csatornák és tavak fenekére stb.; vízzáró bevonatok, kábelek, rezgéscsillapítók, tömítések, fémtartályok bélelése)

## Halogénezett butilkaucsukok
A halogénezett butilkaucsuk tulajdonságai hasonlók a butilkaucsukokéihoz. Kicsit jobb a feldolgozhatósága, gyorsabb a vulkanizáció. Mivel butilkaucsuk tovább-feldolgozásával készül, ezért drágább.

### Előállítás
Inert oldószerben, pl. hexánban oldanak butilkaucsukot. (Ez azt jelenti, hogy a butilkaucsuk gyártásából alig hagyható el részfolyamat: legföljebb csak a szárítás, kaucsukszemcsék összenyomása bálává stb.) A reaktorba (40-65 °C) erős keverés mellett klórgázt vagy folyékony brómot adagolnak. Ezek szubsztitúciós reakcióba lépnek az izoprén kettős kötésével:

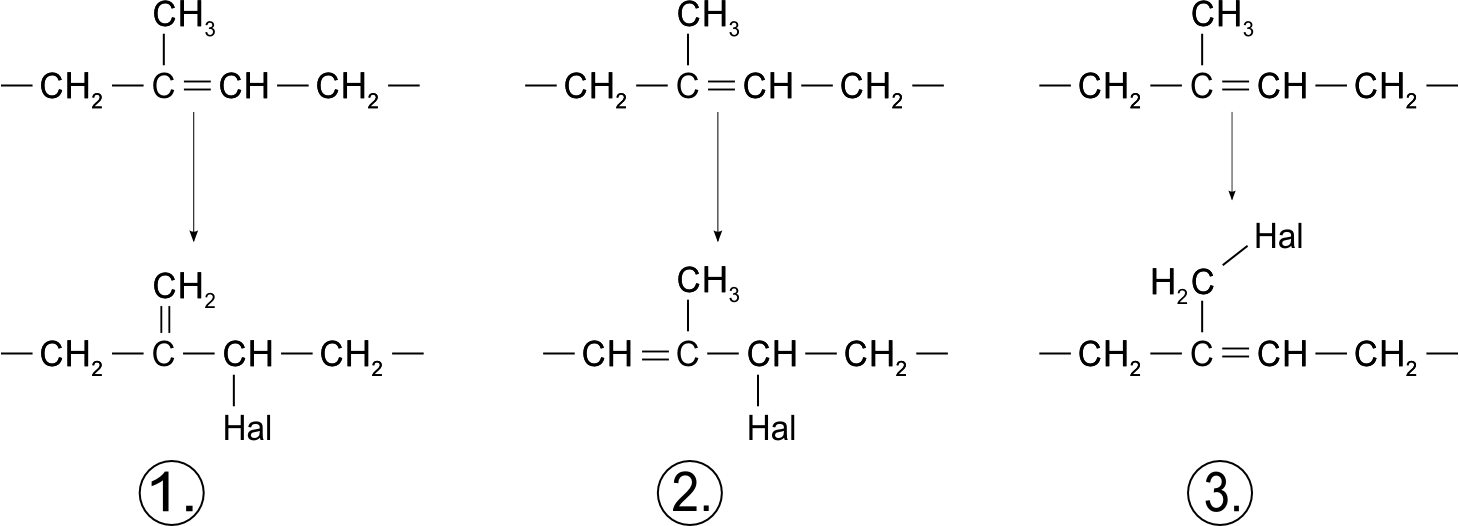

Elsősorban az 1. számú reakció játszódik le.
Addíció ritkán játszódik le. Két halogénatomot ritkán tartalmaz egy izoprén-részlet.
Így klórbutilkaucsuk (CIIR) illetve brómbutilkaucsuk (BIIR) keletkezik, mely 1,1…1,3 tömeg% klórt illetve 1,8…2,4% brómot tartalmaz. A keletkező hidrogén-halogenidet nátrium-hidroxid oldattal semlegesítik.
A klórozás 15 másodperc alatt lezajlik, a brómozás ötször ennyi idő alatt.

### Tulajdonságok
Az allilhelyzetű halogénatom (közvetlenül a kettős kötésben részt vevő szénatom melletti telített szénatomhoz kapcsolódó halogénatom, mint az előbbi ábrán a Hal atom) jelentősen növeli a butilkaucsuk reakciókészségét. A halobutilkaucsukok közönséges hőmérsékleten, közönséges gyorsítókkal együttvulkanizálhatók általános rendeltetésű telítetlen kaucsukokkal is.
A brómbutilkaucsuk vulkanizálásakor az indukciós szakasz hosszabb (kevésbé beégésveszélyes), mint a klórbutilkaucsuk esetében, a főszakasz (2. szakasz) viszont meredekebb. A brómbutilkaucsuk alapú keverék jobban tapad az általános rendeltetésű kaucsukokból készült keverékekhez, mint a klórbutilkaucsuk alapú.
A vulkanizálásához nem szükséges olyan erős gyorsító, mint a butilkaucsukok esetében. Cink-oxiddal is vulkanizálható (mint a kloroprénkaucsuk). Ilyenkor hőálló C-C kötések keletkeznek, és cink-halogenid hasad le. A hidrogén-klorid leszakadását kalcium-sztearáttal, a hidrogén-bromid leszakadását epoxidált szójaolajjal akadályozzák meg.
Halobutilkaucsukokból kopásállóbb gumi készíthető, mint butilkaucsukokból.
A halobutilkaucsukból készített ragasztók jobbak.

## A butilkaucsuk és a halobutilkaucsukok gyártása, gyártói, piaca
Butilkaucsuk előállításával 1870-ben kezdtek kísérletezni, de nagyüzemi méretekben 1937-ben kezdték el gyártani, az USA-ban. A halobutilkaucsukokat 1961-ben kezdték el gyártani.
A Földön jelenleg hat gyártó gyárt butilkaucsukot:
- ExxonMobil Chemical (USA)
- Lanxess (Németország, Leverkusen) (Elődök: Polysar, Bayer)
- Japan Butyl Company
- Sinopec Beijing Yanhua Petrochemical Company (Kína)
- Nyizsnyekamszknyeftyehim (Oroszország, Nyizsnyekamszk)
- Togliattikaucsuk (Oroszország, Togliatti)

Butilkaucsuk gyártókapacitás 1997-ben:
| Gyártó                             | Ország (állam)          | város                    | termelőkapacitás (ezer t) |      |     |
| ---------------------------------- | ----------------------- | ------------------------ | ------------------------- | ---- | --- |
| Exxon Chem. Co.                    | USA (Texas)             | Baytown                  | 71                        | 10%  | 58% |
| Exxon Chem. Co.                    | USA (Louisiana)         | Baton Rouge              | 125                       | 17%  | 58% |
| Exxon Chem. Co.                    | Franciaország           | Notre Dame de Gravenchon | 56                        | 7%   | 58% |
| Exxon Chem. Co.                    | Nagy-Britannia          | Fawley                   | 75                        | 10%  | 58% |
| Exxon + Japan Synthetic Rubber Co. | Japán                   | Kawasaki                 | 80                        | 11%  | 58% |
| Exxon + Japan Synthetic Rubber Co. | Japán                   | Kashima                  | 25                        | 3%   | 58% |
| Bayer                              | Kanada (Ontario)        | Sarnia                   | 120                       | 16%  | 31% |
| Bayer                              | Belgium                 | Antwerpen                | 110                       | 15%  | 31% |
| Nyizsnyekamszknyeftyehim           | Oroszország (Tatárföld) | Nyizsnyekamszk           | 50                        | 7%   | 11% |
| Szintyezkaucsuk                    | Oroszország             | Togliatti                | 35                        | 5%   | 11% |
|                                    |                         |                          | 747                       | 100% |     |

Butilkaucsuk gyártókapacitás 2009-ben:
| Gyártó                                       | Ország (állam)          | város                    | termelőkapacitás (ezer t) |      |     |
| -------------------------------------------- | ----------------------- | ------------------------ | ------------------------- | ---- | --- |
| ExxonMobil                                   | USA (Texas)             | Baytown                  | 232                       | 21%  | 57% |
| ExxonMobil                                   | USA (Louisiana)         | Baton Rouge              | 125                       | 11%  | 57% |
| ExxonMobil                                   | Franciaország           | Notre Dame de Gravenchon | 56                        | 5%   | 57% |
| ExxonMobil                                   | Nagy-Britannia          | Fawley                   | 75                        | 7%   | 57% |
| Exxon + Japan Butyl Co.                      | Japán                   | Kawasaki                 | 98                        | 9%   | 57% |
| Exxon + Japan Butyl Co.                      | Japán                   | Kashima                  | 42                        | 4%   | 57% |
| Lanxess                                      | Kanada (Ontario)        | Sarnia                   | 150                       | 14%  | 25% |
| Lanxess                                      | Belgium                 | Antwerpen                | 130                       | 12%  | 25% |
| Nyizsnyekamszknyeftyehim                     | Oroszország (Tatárföld) | Nyizsnyekamszk           | 120                       | 11%  | 14% |
| Togliattikaucsuk                             | Oroszország             | Togliatti                | 35                        | 3%   | 14% |
| Sinopec Beijing Yanhua Petrochemical Company | Kína                    | Peking                   | 37                        | 3%   | 3%  |
|                                              |                         |                          | 1100                      | 100% |     |

A világon gyártott butilkaucsuk 50%-át az ExxonMobil adja.
A második legnagyobb gyártó a Lanxess. Két gyárban gyárt butil- vagy halobutilkaucsukot: (más termékek mellett).
A Lanxess szerint évente 3,1%-kal nő a világ butilkaucsuk szükséglete, ezen belül Kínáé 6,3%-kal. Más források szerint 2002 és 2007 között évente 26%-kal, azaz 2007-ben 50 ezer tonnával nőtt Kínában a butilkaucsukfelhasználás. De még ehhez képest is túlságosan gyorsan nő a következő években a butilkaucsukgyártás: a meglevő gyárak folyamatosan növelik gyártókapacitásukat, és már most 8 butilkaucsukgyár építése van folyamatban csak Kínában, összesen mintegy 680 ezer tonna tervezett kapacitással, Indiában a Szibur (a Togliattikaucsuk tulajdonosa) és a Reliance Industries épít butilkaucsukgyárat. 2013-ban pedig elkezd termelni Szingapúrban a legnagyobb ázsiai butilkaucsukgyár.). Az Exxon Szaúd-Arábiában épít új gyárat.
Az IRSG szerint évente 5%-kal nő a butilkaucsuk felhasználás, és 2011-re 1235 ezer tonna lesz.
A Lanxess a kaucsukon kívül sok más gumialapanyagot és a gumihoz nem kötődő vegyi anyagot is gyárt. Az Exxon mindenfélét gyárt, amit kőolajból lehet gyártani. A kínai gyártó a butilkaucsukon kívül gyárt még néhány más polimert és monomert is (etilén, polisztirol stb.). A Togliattikaucsuk fő terméke a 4-5 fajta műkaucsuk. Ezenkívül gyártanak más monomereket, benzinadalékokat és más vegyi anyagokat. A Nyizsnyekamszknyefthehim fő terméke is a 4-5 fajta műkaucsuk és ezek monomerjei. Ezenkívül gyárt még más polimereket és monomereket, olefineket, olefin-oxidokat, felületaktív anyagokat és más vegyi anyagokat.
Bár a klórbutilkaucsuk 20-25%-kal, a brómbutilkaucsuk 25-30%-kal drágább, mint a „sima” (nem halogénezett) butilkaucsuk, a halobutilkaucsukok részesedése a butilkaucsuk-piacon egyre nagyobb. A Lanxess szerint 2007-ben kb. 930 ezer tonna volt a világ butil- és halobutilkaucsukgyártó kapacitása összesen, és kb. 850 ezer tonna volt az éves felhasználás. Ebből kb. 300 ezer tonna a nem halogénezett butilkaucsuk piaca, és ez 2020-ig már nem fog változni. A halobutilkaucsuk-fogyasztás 2007-ben kb. 550 ezer tonna volt, és egyenletesen nő 2020-ig, amikor is eléri a kb. 980 ezer tonnát.

## Kaucsukmárkák

### Nyizsnyekamszknyeftyehim és Togliattikaucsuk
A (nem halogénezett) butilkaucsukok márkaneve négy részből áll.
1. BK: butilkaucsuk
2. Két számjegy a mólszázalékban kifejezett telítetlenség tízszeresét mutatja
3. Két számjegy a 100 °C-on mért Mooney viszkozitást jelenti
4. A végén álló betű a felhasználási területet jelöli. Régebben itt egy olyan betű állt, amely azt mutatta, hogy színező vagy nemszínező öregedésgátló van benne.

Példa.
BK-1675M: (nem halogénezett) butilkaucsuk, telítetlenség: 1,6%, Mooney-viszkozitás 100 °C-on: 75, felhasználási terület: gyógyászat
A halogénezett butilkaucsukok márkaneve a következő részekből áll.
1. HBK: klórbutilkaucsuk, BBK: brómbutilkaucsuk
2. Egy számjegy a tömegszázalékban kifejezett halogéntartalmat mutatja
3. Két számjegy a 125 °C-on mért Mooney-viszkozitást jelenti

Példa.
BBK-239: brómbutilkaucsuk, brómtartalom: 2 tömeg%, Mooney-viszkozitás 125 °C-on: 39

### ExxonMobil Chemical
| Márkanév | Halogéntartalom (tömeg%) | Telítetlenség (mól%) | Mooney-viszkozitás | t0,9 (perc) |
| -------- | ------------------------ | -------------------- | ------------------ | ----------- |
| 065      |                          | 1,05                 | 32                 |             |
| 068      |                          | 1,15                 | 51                 |             |
| 165      |                          | 1,5                  | 32                 |             |
| 268      |                          | 1,7                  | 51                 |             |
| 269      |                          | 1,7                  | 57                 |             |
| 365      |                          | 2,3                  | 32                 |             |
| 1066     | 1,26                     |                      | 38                 | 13          |
| 1068     | 1,26                     |                      | 50                 | 13          |
| 2211     | 1,08                     |                      | 32                 | 8,5         |
| 2222     | 1,03                     |                      | 32                 | 10,5        |
| 2235     | 1,03                     |                      | 39                 | 10          |
| 2244     | 1,08                     |                      | 46                 | 8           |
| 2255     | 1,03                     |                      | 46                 | 10          |

### Lanxess
| Márkanév | Halogéntartalom (tömeg%) | Telítetlenség (mól%) | Mooney-viszkozitás |
| -------- | ------------------------ | -------------------- | ------------------ |
| 301      |                          | 1,85                 | 51                 |
| 402      |                          | 2,25                 | 33                 |
| 100      |                          | 0,90                 | 33                 |
| 101-3    |                          | 1,75                 | 51                 |
| 1240     | 1,25                     |                      | 38                 |
| 2030     | 1,8                      |                      | 32                 |
| 2040     | 1,8                      |                      | 39                 |
| X2       | 1,8                      |                      | 46                 |

## Új technológiák
Bár 2000 és 2010 között új butilkaucsukgyártók jelentek meg a piacon és továbbiak készülődnek megjelenni, az „öreg” óriáscégektől (főleg az Exxontól, kevésbé a Lanxesstől) nem lesz könnyű elhódítani a piacot. A butilkaucsukgyártás sok buktatóval jár, melyeken az új gyártóknak is (nagyrészt) át kell vergődniük. A nagyok technológiai fölényüket arra (is) használják, hogy új, nyereségesebb technológiákkal jelennek meg (pl. -95 °C helyett elkezdték -75 °C-on előállítani a butilkaucsukot, új termékeket fejlesztenek ki (pl. az Exxon DVA gyantái; a butilkaucsuk mellett poliamid felhasználásával készült személyabroncs légzárók; parametil-sztirol monomer; elágazó láncú butilkaucsuk stb.).

## Poliizobutilén
A poliizobutilén felfogható az izoprénkaucsuk határesetének is, amelynek a telítetlensége 0. Mivel izoprén-monomerek nem zavarják a hosszú molekulaláncot, a makromolekulák rendezettebben helyezkednek el. Ezért a poliizobutilén elasztomertulajdonságai kevésbé kifejezettek, mint a butilkaucsukéi, a termoplasztikus elasztomerekkel is mutatnak rokonságot.
A poliizobutilén telítettsége miatt öregedésnek jobban ellenáll, mint a butilkaucsuk, jól bírja az időjárás viszontagságait, ezért használják védőbevonatokban, festékekben. Kis molekulatömegű (4000 körül) poliizobutiléneket használnak üzemanyag adalékként.